# Guthrie (Oklahoma)
Guthrie es una ciudad ubicada en el condado de Logan en el estado estadounidense de Oklahoma. En el año 2010 tenía una población de 		10191 habitantes y una densidad poblacional de 204,64 personas por km².

## Geografía
Guthrie se encuentra ubicada en las coordenadas 35°51′23″N 97°26′9″O / 35.85639, -97.43583 (35.856336, -97.435894).

## Demografía
Según la Oficina del Censo en 2000 los ingresos medios por hogar en la localidad eran de $30,460 y los ingresos medios por familia eran $38,732. Los hombres tenían unos ingresos medios de $27,948 frente a los $21,186 para las mujeres. La renta per cápita para la localidad era de $15,774. Alrededor del 17.3% de la población estaban por debajo del umbral de pobreza.